# 17e étape du Tour d'Italie 2024
Pour un article plus général, voir Tour d'Italie 2024.
La 17e étape du Tour d'Italie 2024 se déroule le mercredi 22 mai 2024 entre Selva di Val Gardena et le Passo Brocon faisant partie de la commune de Castello Tesino dans le Trentin-Haut-Adige sur une distance de 159 km.

## Parcours
Cette étape de haute montagne ne compte pas de portions plates : au départ de Selva di Val Gardena, les coureurs franchissent cinq cols et un total d'une soixantaine de kilomètres de montée dont le Col Sella, Cima Coppi du Giro. Le dernier col, le Passo Brocon (qui est gravi deux fois et où se situe la ligne d'arrivée) est atteint après une ascension de 12,2 km avec une pente moyenne de 6,4 % et un passage à 14 %.

## Déroulement de la course
Les groupes en tête de la course se font et se défont en début d'étape pour finalement aboutir à une échappée de six coureurs bientôt rattrapés par deux duos formant ainsi un groupe de tête de dix unités à 106 kilomètres de l'arrivée. Lors de la troisième ascension du jour, le Passo Gobbera, tous les échappés sont repris à une soixantaine de kilomètres du terme. 
Avant le sommet, l'Érythréen Amanuel Ghebreigzabhier (Lidl-Trek) attaque, poursuivi par l'Allemand Georg Steinhauser (EF Education). Ce dernier le rejoint dans la descente à 53 km de l'arrivée. Le peloton maillot rose pointe alors à trente secondes. Il est à noter que ces deux coureurs faisaient déjà partie du précédent groupe de dix attaquants. Lors de la première montée du Passo Brocon, les deux hommes portent leur avance sur le peloton à 1 min 30 s. À deux kilomètres du sommet et 34 de l'arrivée, Steinhauser lâche Ghebreigzabhier et passe le col seul en tête. Il fait le forcing dans la descente et se retrouve au pied de la seconde et ultime ascension du Passo Brocon avec un avantage d'une trentaine de secondes sur Ghebreigzabhier et 2 min 30 s sur le groupe maillot rose. À la moitié de la montée, Steinhauser augmente encore son avance à plus de trois minutes sur le groupe maillot rose qui temporise. À deux kilomètres et demi du sommet, le maillot rose Tadej Pogačar accélère et s'en va seul derrière Georg Steinhauser. Mais l'Allemand a une avance suffisante et remporte sa première victoire depuis son passage chez les professionnels en 2022.

## Résultats

### Classement de l'étape
| \| Classement de l'étape \| Classement de l'étape \| Classement de l'étape \| Classement de l'étape \| Classement de l'étape \| \| Coureur \| Coureur \| Pays \| Équipe \| Temps \| \| --------------------- \| --------------------- \| --------------------- \| ------------------------- \| --------------------- \| \| 1er \| Georg Steinhauser \| Allemagne \| EF Education-EasyPost \| 4 h 28 min 51 s \| \| 2e \| Tadej Pogačar \| Slovénie \| UAE Team Emirates \| + 1 min 24 s \| \| 3e \| Antonio Tiberi \| Italie \| Bahrain Victorious \| + 1 min 42 s \| \| 4e \| Geraint Thomas \| Royaume-Uni \| Ineos Grenadiers \| + 1 min 42 s \| \| 5e \| Daniel Martínez \| Colombie \| Bora-Hansgrohe \| + 1 min 42 s \| \| 6e \| Einer Rubio \| Colombie \| Movistar Team \| + 1 min 42 s \| \| 7e \| Romain Bardet \| France \| Team dsm-firmenich PostNL \| + 1 min 42 s \| \| 8e \| Thymen Arensman \| Pays-Bas \| Ineos Grenadiers \| + 1 min 55 s \| \| 9e \| Jan Hirt \| Tchéquie \| Soudal Quick-Step \| + 1 min 55 s \| \| 10e \| Rafał Majka \| Pologne \| UAE Team Emirates \| + 1 min 55 s \| |                   |             |                           |                 |
| |                   |             |                           |                 |
| Sources : ProCyclingStats Cycling Quotient |                   |             |                           |                 |
| Classement de l'étape |                   |             |                           |                 |
| Coureur | Coureur           | Pays        | Équipe                    | Temps           |
| 1er | Georg Steinhauser | Allemagne   | EF Education-EasyPost     | 4 h 28 min 51 s |
| 2e | Tadej Pogačar     | Slovénie    | UAE Team Emirates         | + 1 min 24 s    |
| 3e | Antonio Tiberi    | Italie      | Bahrain Victorious        | + 1 min 42 s    |
| 4e | Geraint Thomas    | Royaume-Uni | Ineos Grenadiers          | + 1 min 42 s    |
| 5e | Daniel Martínez   | Colombie    | Bora-Hansgrohe            | + 1 min 42 s    |
| 6e | Einer Rubio       | Colombie    | Movistar Team             | + 1 min 42 s    |
| 7e | Romain Bardet     | France      | Team dsm-firmenich PostNL | + 1 min 42 s    |
| 8e | Thymen Arensman   | Pays-Bas    | Ineos Grenadiers          | + 1 min 55 s    |
| 9e | Jan Hirt          | Tchéquie    | Soudal Quick-Step         | + 1 min 55 s    |
| 10e | Rafał Majka       | Pologne     | UAE Team Emirates         | + 1 min 55 s    |

### Points attribués pour le classement par points
| Sprint intermédiaire Predazzo (km 46,7) | Sprint intermédiaire Predazzo (km 46,7) | Sprint intermédiaire Predazzo (km 46,7) | Sprint intermédiaire Predazzo (km 46,7) | Sprint intermédiaire Predazzo (km 46,7) |
| --------------------------------------- | --------------------------------------- | --------------------------------------- | --------------------------------------- | --------------------------------------- |
|                                         | Coureur                                 | Pays                                    | Équipe                                  | Point(s)                                |
| 1er                                     | Davide Ballerini                        | Italie                                  | Astana Qazaqstan                        | 12                                      |
| 2e                                      | Julian Alaphilippe                      | France                                  | Soudal Quick-Step                       | 8                                       |
| 3e                                      | Amanuel Ghebreigzabhier                 | Érythrée                                | Lidl-Trek                               | 6                                       |
| 4e                                      | Marco Frigo                             | Italie                                  | Israel-Premier Tech                     | 5                                       |
| 5e                                      | Nairo Quintana                          | Colombie                                | Movistar                                | 4                                       |
| 6e                                      | Damiano Caruso                          | Italie                                  | Bahrain Victorious                      | 3                                       |
| 7e                                      | Giulio Pellizzari                       | Italie                                  | VF Group-Bardiani CSF-Faizané           | 2                                       |
| 8e                                      | Georg Steinhauser                       | Allemagne                               | EF Education-EasyPost                   | 1                                       |
| modifier                                |                                         |                                         |                                         |                                         |

| Sprint intermédiaire Canal San Bovo (km 112) | Sprint intermédiaire Canal San Bovo (km 112) | Sprint intermédiaire Canal San Bovo (km 112) | Sprint intermédiaire Canal San Bovo (km 112) | Sprint intermédiaire Canal San Bovo (km 112) |
| -------------------------------------------- | -------------------------------------------- | -------------------------------------------- | -------------------------------------------- | -------------------------------------------- |
|                                              | Coureur                                      | Pays                                         | Équipe                                       | Point(s)                                     |
| 1er                                          | Georg Steinhauser                            | Allemagne                                    | EF Education-EasyPost                        | 12                                           |
| 2e                                           | Amanuel Ghebreigzabhier                      | Érythrée                                     | Lidl-Trek                                    | 8                                            |
| 3e                                           | Julian Alaphilippe                           | France                                       | Soudal Quick-Step                            | 6                                            |
| 4e                                           | Jan Hirt                                     | République tchèque                           | Soudal Quick-Step                            | 5                                            |
| 5e                                           | Ben Swift                                    | Grande-Bretagne                              | Ineos Grenadiers                             | 4                                            |
| 6e                                           | Jhonatan Narváez                             | Équateur                                     | Ineos Grenadiers                             | 3                                            |
| 7e                                           | Geraint Thomas                               | Grande-Bretagne                              | Ineos Grenadiers                             | 2                                            |
| 8e                                           | Thymen Arensman                              | Pays-Bas                                     | Ineos Grenadiers                             | 1                                            |
| modifier                                     |                                              |                                              |                                              |                                              |

| \| Arrivée d'étape Passo Brocon (km 158,9) \| Arrivée d'étape Passo Brocon (km 158,9) \| Arrivée d'étape Passo Brocon (km 158,9) \| Arrivée d'étape Passo Brocon (km 158,9) \| Arrivée d'étape Passo Brocon (km 158,9) \| \| --------------------------------------- \| --------------------------------------- \| --------------------------------------- \| --------------------------------------- \| --------------------------------------- \| \| \| Coureur \| Pays \| Équipe \| Point(s) \| \| 1er \| Georg Steinhauser \| Allemagne \| EF Education-EasyPost \| 15 \| \| 2e \| Tadej Pogačar \| Slovénie \| UAE Team Emirates \| 12 \| \| 3e \| Antonio Tiberi \| Italie \| Bahrain Victorious \| 9 \| \| 4e \| Geraint Thomas \| Grande-Bretagne \| Ineos Grenadiers \| 7 \| \| 5e \| Daniel Martínez \| Colombie \| Bora-Hansgrohe \| 6 \| \| 6e \| Einer Rubio \| Colombie \| Movistar \| 5 \| \| 7e \| Romain Bardet \| France \| dsm-firmenich PostNL \| 4 \| \| 8e \| Thymen Arensman \| Pays-Bas \| Ineos Grenadiers \| 3 \| \| 9e \| Jan Hirt \| République tchèque \| Soudal Quick-Step \| 2 \| \| 10e \| Rafał Majka \| Pologne \| UAE Team Emirates \| 1 \| \| modifier \| \| \| \| \| |                   |                    |                       |          |
| Arrivée d'étape Passo Brocon (km 158,9) |                   |                    |                       |          |
| | Coureur           | Pays               | Équipe                | Point(s) |
| 1er | Georg Steinhauser | Allemagne          | EF Education-EasyPost | 15       |
| 2e | Tadej Pogačar     | Slovénie           | UAE Team Emirates     | 12       |
| 3e | Antonio Tiberi    | Italie             | Bahrain Victorious    | 9        |
| 4e | Geraint Thomas    | Grande-Bretagne    | Ineos Grenadiers      | 7        |
| 5e | Daniel Martínez   | Colombie           | Bora-Hansgrohe        | 6        |
| 6e | Einer Rubio       | Colombie           | Movistar              | 5        |
| 7e | Romain Bardet     | France             | dsm-firmenich PostNL  | 4        |
| 8e | Thymen Arensman   | Pays-Bas           | Ineos Grenadiers      | 3        |
| 9e | Jan Hirt          | République tchèque | Soudal Quick-Step     | 2        |
| 10e | Rafał Majka       | Pologne            | UAE Team Emirates     | 1        |
| modifier |                   |                    |                       |          |

### Points attribués pour le classement du meilleur grimpeur
| Col Sella (km 8,9) Cima Coppi (9 km à 7,3%) | Col Sella (km 8,9) Cima Coppi (9 km à 7,3%) | Col Sella (km 8,9) Cima Coppi (9 km à 7,3%) | Col Sella (km 8,9) Cima Coppi (9 km à 7,3%) | Col Sella (km 8,9) Cima Coppi (9 km à 7,3%) |
| ------------------------------------------- | ------------------------------------------- | ------------------------------------------- | ------------------------------------------- | ------------------------------------------- |
|                                             | Coureur                                     | Pays                                        | Équipe                                      | Point(s)                                    |
| 1er                                         | Giulio Pellizzari                           | Italie                                      | VF Group-Bardiani CSF-Faizané               | 50                                          |
| 2e                                          | Nairo Quintana                              | Colombie                                    | Movistar                                    | 30                                          |
| 3e                                          | Julian Alaphilippe                          | France                                      | Soudal Quick-Step                           | 20                                          |
| 4e                                          | Amanuel Ghebreigzabhier                     | Érythrée                                    | Lidl-Trek                                   | 14                                          |
| 5e                                          | Georg Steinhauser                           | Allemagne                                   | EF Education-EasyPost                       | 10                                          |
| 6e                                          | Tadej Pogačar                               | Slovénie                                    | UAE Team Emirates                           | 6                                           |
| 7e                                          | Nicola Conci                                | Italie                                      | Alpecin-Deceuninck                          | 4                                           |
| 8e                                          | Lorenzo Fortunato                           | Italie                                      | Astana Qazaqstan                            | 2                                           |
| 9e                                          | Michael Storer                              | Australie                                   | Tudor Pro Cycling Team                      | 1                                           |
| modifier                                    |                                             |                                             |                                             |                                             |

| Passo Rolle (km 67,6) 1re catégorie (19,8 km à 4,6%) | Passo Rolle (km 67,6) 1re catégorie (19,8 km à 4,6%) | Passo Rolle (km 67,6) 1re catégorie (19,8 km à 4,6%) | Passo Rolle (km 67,6) 1re catégorie (19,8 km à 4,6%) | Passo Rolle (km 67,6) 1re catégorie (19,8 km à 4,6%) |
| ---------------------------------------------------- | ---------------------------------------------------- | ---------------------------------------------------- | ---------------------------------------------------- | ---------------------------------------------------- |
|                                                      | Coureur                                              | Pays                                                 | Équipe                                               | Point(s)                                             |
| 1er                                                  | Giulio Pellizzari                                    | Italie                                               | VF Group-Bardiani CSF-Faizané                        | 40                                                   |
| 2e                                                   | Nairo Quintana                                       | Colombie                                             | Movistar                                             | 18                                                   |
| 3e                                                   | Damiano Caruso                                       | Italie                                               | Bahrain Victorious                                   | 12                                                   |
| 4e                                                   | Nicola Conci                                         | Italie                                               | Alpecin-Deceuninck                                   | 9                                                    |
| 5e                                                   | Georg Steinhauser                                    | Allemagne                                            | EF Education-EasyPost                                | 6                                                    |
| 6e                                                   | Julian Alaphilippe                                   | France                                               | Soudal Quick-Step                                    | 4                                                    |
| 7e                                                   | Attila Valter                                        | Hongrie                                              | Visma-Lease a Bike                                   | 2                                                    |
| 8e                                                   | Davide Ballerini                                     | Italie                                               | Astana Qazaqstan                                     | 1                                                    |
| modifier                                             |                                                      |                                                      |                                                      |                                                      |

| Passo Gobbera (km 100,4) 3e catégorie (5,7 km à 5,8%) | Passo Gobbera (km 100,4) 3e catégorie (5,7 km à 5,8%) | Passo Gobbera (km 100,4) 3e catégorie (5,7 km à 5,8%) | Passo Gobbera (km 100,4) 3e catégorie (5,7 km à 5,8%) | Passo Gobbera (km 100,4) 3e catégorie (5,7 km à 5,8%) |
| ----------------------------------------------------- | ----------------------------------------------------- | ----------------------------------------------------- | ----------------------------------------------------- | ----------------------------------------------------- |
|                                                       | Coureur                                               | Pays                                                  | Équipe                                                | Point(s)                                              |
| 1er                                                   | Amanuel Ghebreigzabhier                               | Érythrée                                              | Lidl-Trek                                             | 9                                                     |
| 2e                                                    | Georg Steinhauser                                     | Allemagne                                             | EF Education-EasyPost                                 | 4                                                     |
| 3e                                                    | Giulio Pellizzari                                     | Italie                                                | VF Group-Bardiani CSF-Faizané                         | 2                                                     |
| 4e                                                    | Nairo Quintana                                        | Colombie                                              | Movistar                                              | 1                                                     |
| modifier                                              |                                                       |                                                       |                                                       |                                                       |

| Passo Brocon (km 127,2) 2e catégorie (13,6 km à 6,5%) | Passo Brocon (km 127,2) 2e catégorie (13,6 km à 6,5%) | Passo Brocon (km 127,2) 2e catégorie (13,6 km à 6,5%) | Passo Brocon (km 127,2) 2e catégorie (13,6 km à 6,5%) | Passo Brocon (km 127,2) 2e catégorie (13,6 km à 6,5%) |
| ----------------------------------------------------- | ----------------------------------------------------- | ----------------------------------------------------- | ----------------------------------------------------- | ----------------------------------------------------- |
|                                                       | Coureur                                               | Pays                                                  | Équipe                                                | Point(s)                                              |
| 1er                                                   | Georg Steinhauser                                     | Allemagne                                             | EF Education-EasyPost                                 | 18                                                    |
| 2e                                                    | Amanuel Ghebreigzabhier                               | Érythrée                                              | Lidl-Trek                                             | 8                                                     |
| 3e                                                    | Christian Scaroni                                     | Italie                                                | Astana Qazaqstan                                      | 6                                                     |
| 4e                                                    | Marco Frigo                                           | Italie                                                | Israel-Premier Tech                                   | 4                                                     |
| 5e                                                    | Geraint Thomas                                        | Grande-Bretagne                                       | Ineos Grenadiers                                      | 2                                                     |
| 6e                                                    | Mauri Vansevenant                                     | Belgique                                              | Soudal Quick-Step                                     | 1                                                     |
| modifier                                              |                                                       |                                                       |                                                       |                                                       |

| \| Passo Brocon (km 158,9) 1re catégorie (11,9 km à 6,4%) \| Passo Brocon (km 158,9) 1re catégorie (11,9 km à 6,4%) \| Passo Brocon (km 158,9) 1re catégorie (11,9 km à 6,4%) \| Passo Brocon (km 158,9) 1re catégorie (11,9 km à 6,4%) \| Passo Brocon (km 158,9) 1re catégorie (11,9 km à 6,4%) \| \| ------------------------------------------------------ \| ------------------------------------------------------ \| ------------------------------------------------------ \| ------------------------------------------------------ \| ------------------------------------------------------ \| \| \| Coureur \| Pays \| Équipe \| Point(s) \| \| 1er \| Georg Steinhauser \| Allemagne \| EF Education-EasyPost \| 50 \| \| 2e \| Tadej Pogačar \| Slovénie \| UAE Team Emirates \| 24 \| \| 3e \| Antonio Tiberi \| Italie \| Bahrain Victorious \| 16 \| \| 4e \| Geraint Thomas \| Grande-Bretagne \| Ineos Grenadiers \| 9 \| \| 5e \| Daniel Martínez \| Colombie \| Bora-Hansgrohe \| 6 \| \| 6e \| Einer Rubio \| Colombie \| Movistar \| 4 \| \| 7e \| Romain Bardet \| France \| dsm-firmenich PostNL \| 2 \| \| 8e \| Thymen Arensman \| Pays-Bas \| Ineos Grenadiers \| 1 \| \| modifier \| \| \| \| \| |                   |                 |                       |          |
| Passo Brocon (km 158,9) 1re catégorie (11,9 km à 6,4%) |                   |                 |                       |          |
| | Coureur           | Pays            | Équipe                | Point(s) |
| 1er | Georg Steinhauser | Allemagne       | EF Education-EasyPost | 50       |
| 2e | Tadej Pogačar     | Slovénie        | UAE Team Emirates     | 24       |
| 3e | Antonio Tiberi    | Italie          | Bahrain Victorious    | 16       |
| 4e | Geraint Thomas    | Grande-Bretagne | Ineos Grenadiers      | 9        |
| 5e | Daniel Martínez   | Colombie        | Bora-Hansgrohe        | 6        |
| 6e | Einer Rubio       | Colombie        | Movistar              | 4        |
| 7e | Romain Bardet     | France          | dsm-firmenich PostNL  | 2        |
| 8e | Thymen Arensman   | Pays-Bas        | Ineos Grenadiers      | 1        |
| modifier |                   |                 |                       |          |

### Points attribués pour le classement des sprints intermédiaires
| Sprint intermédiaire Predazzo (km 46,7) | Sprint intermédiaire Predazzo (km 46,7) | Sprint intermédiaire Predazzo (km 46,7) | Sprint intermédiaire Predazzo (km 46,7) | Sprint intermédiaire Predazzo (km 46,7) |
| --------------------------------------- | --------------------------------------- | --------------------------------------- | --------------------------------------- | --------------------------------------- |
|                                         | Coureur                                 | Pays                                    | Équipe                                  | Point(s)                                |
| 1er                                     | Davide Ballerini                        | Italie                                  | Astana Qazaqstan                        | 10                                      |
| 2e                                      | Julian Alaphilippe                      | France                                  | Soudal Quick-Step                       | 6                                       |
| 3e                                      | Amanuel Ghebreigzabhier                 | Érythrée                                | Lidl-Trek                               | 3                                       |
| 4e                                      | Marco Frigo                             | Italie                                  | Israel-Premier Tech                     | 2                                       |
| 5e                                      | Nairo Quintana                          | Colombie                                | Movistar                                | 1                                       |
| modifier                                |                                         |                                         |                                         |                                         |

| Sprint intermédiaire Pieve Tesino (km 147,2) | Sprint intermédiaire Pieve Tesino (km 147,2) | Sprint intermédiaire Pieve Tesino (km 147,2) | Sprint intermédiaire Pieve Tesino (km 147,2) | Sprint intermédiaire Pieve Tesino (km 147,2) |
| -------------------------------------------- | -------------------------------------------- | -------------------------------------------- | -------------------------------------------- | -------------------------------------------- |
|                                              | Coureur                                      | Pays                                         | Équipe                                       | Point(s)                                     |
| 1er                                          | Georg Steinhauser                            | Allemagne                                    | EF Education-EasyPost                        | 10                                           |
| 2e                                           | Amanuel Ghebreigzabhier                      | Érythrée                                     | Lidl-Trek                                    | 6                                            |
| 3e                                           | Marco Frigo                                  | Italie                                       | Israel-Premier Tech                          | 3                                            |
| 4e                                           | Ben Swift                                    | Grande-Bretagne                              | Ineos Grenadiers                             | 2                                            |
| 5e                                           | Thymen Arensman                              | Pays-Bas                                     | Ineos Grenadiers                             | 1                                            |
| modifier                                     |                                              |                                              |                                              |                                              |

### Bonifications
|   | Coureur                 | Pays      | Équipe            | Secondes |
| - | ----------------------- | --------- | ----------------- | -------- |
| 1 | Georg Steinhauser       | Allemagne | Soudal Quick-Step | 3 s      |
| 2 | Amanuel Ghebreigzabhier | Érythrée  | Lidl-Trek         | 2 s      |
| 3 | Julian Alaphilippe      | France    | Soudal Quick-Step | 1 s      |

|   | Coureur                 | Pays      | Équipe              | Secondes |
| - | ----------------------- | --------- | ------------------- | -------- |
| 1 | Georg Steinhauser       | Allemagne | Soudal Quick-Step   | 3 s      |
| 2 | Amanuel Ghebreigzabhier | Érythrée  | Lidl-Trek           | 2 s      |
| 3 | Marco Frigo             | Italie    | Israel-Premier Tech | 1 s      |

| \| \| Coureur \| Pays \| Équipe \| Secondes \| \| - \| ----------------- \| --------- \| --------------------- \| -------- \| \| 1 \| Georg Steinhauser \| Allemagne \| EF Education-EasyPost \| 10 s \| \| 2 \| Tadej Pogačar \| Slovénie \| UAE Team Emirates \| 6 s \| \| 3 \| Antonio Tiberi \| Italie \| Bahrain Victorious \| 4 s \| |                   |           |                       |          |
| | Coureur           | Pays      | Équipe                | Secondes |
| 1 | Georg Steinhauser | Allemagne | EF Education-EasyPost | 10 s     |
| 2 | Tadej Pogačar     | Slovénie  | UAE Team Emirates     | 6 s      |
| 3 | Antonio Tiberi    | Italie    | Bahrain Victorious    | 4 s      |

## Classements à l'issue de l'étape

### Classement général
| \| Classement général \| Classement général \| Classement général \| Classement général \| Classement général \| \| Coureur \| Coureur \| Pays \| Équipe \| Temps \| \| ------------------ \| ------------------ \| ------------------ \| -------------------------- \| ------------------ \| \| 1er \| Tadej Pogačar \| Slovénie \| UAE Team Emirates \| 63 h 31 min 18 s \| \| 2e \| Daniel Martínez \| Colombie \| Bora-Hansgrohe \| + 7 min 42 s \| \| 3e \| Geraint Thomas \| Royaume-Uni \| Ineos Grenadiers \| + 8 min 04 s \| \| 4e \| Ben O'Connor \| Australie \| Decathlon-AG2R La Mondiale \| + 9 min 47 s \| \| 5e \| Antonio Tiberi \| Italie \| Bahrain Victorious \| + 10 min 29 s \| \| 6e \| Thymen Arensman \| Pays-Bas \| Ineos Grenadiers \| + 11 min 10 s \| \| 7e \| Romain Bardet \| France \| Team dsm-firmenich PostNL \| + 12 min 42 s \| \| 8e \| Einer Rubio \| Colombie \| Movistar Team \| + 13 min 33 s \| \| 9e \| Filippo Zana \| Italie \| Team Jayco AlUla \| + 13 min 52 s \| \| 10e \| Jan Hirt \| Tchéquie \| Soudal Quick-Step \| + 14 min 44 s \| |                 |             |                            |                  |
| |                 |             |                            |                  |
| Sources : ProCyclingStats Cycling Quotient |                 |             |                            |                  |
| Classement général |                 |             |                            |                  |
| Coureur | Coureur         | Pays        | Équipe                     | Temps            |
| 1er | Tadej Pogačar   | Slovénie    | UAE Team Emirates          | 63 h 31 min 18 s |
| 2e | Daniel Martínez | Colombie    | Bora-Hansgrohe             | + 7 min 42 s     |
| 3e | Geraint Thomas  | Royaume-Uni | Ineos Grenadiers           | + 8 min 04 s     |
| 4e | Ben O'Connor    | Australie   | Decathlon-AG2R La Mondiale | + 9 min 47 s     |
| 5e | Antonio Tiberi  | Italie      | Bahrain Victorious         | + 10 min 29 s    |
| 6e | Thymen Arensman | Pays-Bas    | Ineos Grenadiers           | + 11 min 10 s    |
| 7e | Romain Bardet   | France      | Team dsm-firmenich PostNL  | + 12 min 42 s    |
| 8e | Einer Rubio     | Colombie    | Movistar Team              | + 13 min 33 s    |
| 9e | Filippo Zana    | Italie      | Team Jayco AlUla           | + 13 min 52 s    |
| 10e | Jan Hirt        | Tchéquie    | Soudal Quick-Step          | + 14 min 44 s    |

### Classement par points
| Classement par points | Classement par points | Classement par points | Classement par points         | Classement par points |
| Coureur               | Coureur               | Pays                  | Équipe                        | Points                |
| --------------------- | --------------------- | --------------------- | ----------------------------- | --------------------- |
| 1er                   | Jonathan Milan        | Italie                | Lidl-Trek                     | 284 pts               |
| 2e                    | Kaden Groves          | Australie             | Alpecin-Deceuninck            | 175 pts               |
| 3e                    | Julian Alaphilippe    | France                | Soudal Quick-Step             | 113 pts               |
| 4e                    | Tadej Pogačar         | Slovénie              | UAE Team Emirates             | 111 pts               |
| 5e                    | Filippo Fiorelli      | Italie                | VF Group-Bardiani CSF-Faizanè | 98 pts                |
| 6e                    | Tim Merlier           | Belgique              | Soudal Quick-Step             | 93 pts                |
| 7e                    | Andrea Pietrobon      | Italie                | Team Polti Kometa             | 91 pts                |
| 8e                    | Jhonatan Narváez      | Équateur              | Ineos Grenadiers              | 66 pts                |
| 9e                    | Davide Ballerini      | Italie                | Astana Qazaqstan Team         | 63 pts                |
| 10e                   | Mirco Maestri         | Italie                | Team Polti Kometa             | 58 pts                |

### Classement de la montagne
| Classement de la montagne | Classement de la montagne | Classement de la montagne | Classement de la montagne     | Classement de la montagne |
| Coureur                   | Coureur                   | Pays                      | Équipe                        | Points                    |
| ------------------------- | ------------------------- | ------------------------- | ----------------------------- | ------------------------- |
| 1er                       | Tadej Pogačar             | Slovénie                  | UAE Team Emirates             | 230 pts                   |
| 2e                        | Giulio Pellizzari         | Italie                    | VF Group-Bardiani CSF-Faizanè | 148 pts                   |
| 3e                        | Georg Steinhauser         | Allemagne                 | EF Education-EasyPost         | 130 pts                   |
| 4e                        | Nairo Quintana            | Colombie                  | Movistar Team                 | 114 pts                   |
| 5e                        | Christian Scaroni         | Italie                    | Astana Qazaqstan Team         | 92 pts                    |
| 6e                        | Simon Geschke             | Allemagne                 | Cofidis                       | 78 pts                    |
| 7e                        | Julian Alaphilippe        | France                    | Soudal Quick-Step             | 77 pts                    |
| 8e                        | Daniel Martínez           | Colombie                  | Bora-Hansgrohe                | 72 pts                    |
| 9e                        | Valentin Paret-Peintre    | France                    | Decathlon-AG2R La Mondiale    | 55 pts                    |
| 10e                       | Romain Bardet             | France                    | Team dsm-firmenich PostNL     | 47 pts                    |

### Classement du meilleur jeune
| Classement du meilleur jeune | Classement du meilleur jeune | Classement du meilleur jeune | Classement du meilleur jeune | Classement du meilleur jeune |
| Coureur                      | Coureur                      | Pays                         | Équipe                       | Temps                        |
| ---------------------------- | ---------------------------- | ---------------------------- | ---------------------------- | ---------------------------- |
| 1er                          | Antonio Tiberi               | Italie                       | Bahrain Victorious           | 63 h 41 min 47 s             |
| 2e                           | Thymen Arensman              | Pays-Bas                     | Ineos Grenadiers             | + 41 s                       |
| 3e                           | Filippo Zana                 | Italie                       | Team Jayco AlUla             | + 3 min 23 s                 |
| 4e                           | Davide Piganzoli             | Italie                       | Team Polti Kometa            | + 12 min 09 s                |
| 5e                           | Valentin Paret-Peintre       | France                       | Decathlon-AG2R La Mondiale   | + 30 min 43 s                |
| 6e                           | Alex Baudin                  | France                       | Decathlon-AG2R La Mondiale   | + 40 min 14 s                |
| 7e                           | Giovanni Aleotti             | Italie                       | Bora-Hansgrohe               | + 47 min 24 s                |
| 8e                           | Kevin Vermaerke              | États-Unis                   | Team dsm-firmenich PostNL    | + 55 min 31 s                |
| 9e                           | Edoardo Zambanini            | Italie                       | Bahrain Victorious           | + 1 h 02 min 20 s            |
| 10e                          | Mauri Vansevenant            | Belgique                     | Soudal Quick-Step            | + 1 h 02 min 50 s            |

### Classement par équipes
| Classement par équipes | Classement par équipes        | Classement par équipes | Classement par équipes |
| Équipe                 | Équipe                        | Pays                   | Temps                  |
| ---------------------- | ----------------------------- | ---------------------- | ---------------------- |
| 1re                    | Decathlon-AG2R La Mondiale    | France                 | 191 h 23 min 01 s      |
| 2e                     | Ineos Grenadiers              | Royaume-Uni            | + 16 min 46 s          |
| 3e                     | UAE Team Emirates             | Émirats arabes unis    | + 34 min 11 s          |
| 4e                     | Bahrain Victorious            | Bahreïn                | + 1 h 00 min 28 s      |
| 5e                     | Team dsm-firmenich PostNL     | Pays-Bas               | + 1 h 16 min 22 s      |
| 6e                     | Astana Qazaqstan Team         | Kazakhstan             | + 1 h 17 min 07 s      |
| 7e                     | Movistar Team                 | Espagne                | + 1 h 33 min 36 s      |
| 8e                     | Bora-Hansgrohe                | Allemagne              | + 1 h 42 min 41 s      |
| 9e                     | VF Group-Bardiani CSF-Faizané | Italie                 | + 1 h 55 min 52 s      |
| 10e                    | Soudal Quick-Step             | Belgique               | + 2 h 02 min 07 s      |

### Sanctions au classement UCI
| \| Coureur \| Pays \| Équipe \| Points \| \| ----------------------- \| -------- \| --------- \| ----------- \| \| Amanuel Ghebreigzabhier \| Érythrée \| Lidl-Trek \| - 25 points \| |          |           |             |
| Coureur | Pays     | Équipe    | Points      |
| Amanuel Ghebreigzabhier | Érythrée | Lidl-Trek | - 25 points |

## Abandons
- David Dekker (Arkéa-B&B Hotels) : abandon